# Guido Gezelle: Verzameld dichtwerk
Guido Gezelle, verzameld dichtwerk verscheen bij De Nederlandsche Boekhandel, Antwerpen/Amsterdam, in 8 delen, in de periode 1980-1991.

## Geschiedenis
In 1930 tot 1939 verscheen in 18 delen een Jubileumuitgave van de Verzamelde Werken van Guido Gezelle, zowel zijn dichtwerk als zijn proza. Paul Allossery en (na de dood van Aloïs Walgrave) Frank Baur waren de voornaamste auteurs van het omringende wetenschappelijk apparaat. Een halve eeuw later werd de tijd rijp bevonden voor een herneming van de oefening, met inachtname van de vele studies die ondertussen aan het werk van Gezelle waren gewijd. De uitgever Nederlandsche Boekhandel in Kapellen besliste zich achter deze onderneming te zetten, die ditmaal beperkt bleef tot het dichtwerk van de Meester, zonder er opnieuw zijn prozawerken bij te betrekken en al evenmin zijn journalistiek werk.
De ambitie was groot. De Gezellestudie was aanzienlijk toegenomen, onder meer na de stichting van het Guido Gezellegenootschap, de oprichting van het Centrum voor Gezellestudie en de studies in het kader van het Gezellemuseum en de Brugse stadsbibliotheek, dat in de eerste plaats in het tijdschrift Biekorf uitdrukking vond. Ook was heel wat meer archief beschikbaar dan in de jaren twintig-dertig, omdat Caesar Gezelle ondertussen het Gezellearchief dat nog steeds in zijn bezit was, aan het Guido Gezellemuseum in Brugge had geschonken, waar het stilaan werd opengesteld. Hij had hiermee gewacht totdat zijn 'vijand' Aloïs Walgrave overleden was. Onder de nieuwe generatie Gezellekenners rees kritiek op de Jubileumuitgave van 1930-1939, die men voortaan onvolledig vond, vaak onbetrouwbaar in haar kritisch apparaat en de sporen vertonend van overhaasting en onvoldoende voorbereiding. In de nieuwe uitgave werden alvast meer dan 200 tot dan toe onuitgegeven gedichten opgenomen.
De voornaamste redacteur van de nieuwe uitgave was Jozef Boets, die hiermee een grote bijdrage leverde tot de kennis en het onderzoek van het poëtisch oeuvre van Guido Gezelle. Hij werd hierin bijgestaan door ongeveer allen die in de tweede helft van de twintigste eeuw onderzoek hadden gewijd aan en kennis hadden verzameld over en rond Gezelle. Onder hen: Albert Ampe, Piet Couttenier, Karel De Busschere, André Demedts, José de Mûelenaere, Christine D'haen, Emiel Janssen, August Keersmaekers, René Felix Lissens, Jan Persyn , Herman Roelstraete, Garmt Stuiveling,  Remi Van Assche, Jos Van Dyck,  Konstant Vangenechten,  Karel Van Isacker, Bernard-Frans Van Vlierden, Anton van Wilderode en  Jan Westenbroek. Boets zelf leverde talrijke bijdragen die hieronder vermeld zijn. Hij was ook verantwoordelijk voor talrijke analyses, woordverklaringen, informatie en gegevens over elk van de gedichten. Als medewerkers werden vermeld:
- José de Mûelenaere (nalezen alle delen).
- Karel De Busschere (delen 1-6).
- Piet Couttenier (delen 5-7).
- Remi Van Assche (delen 7-8).
- Christine D'haen (deel 7).
- Albert Ampe (deel 5).
- Jan Westenbroek (deel 7).

In elk boekdeel werden artikels opgenomen door Gezellekenners geschreven in verband met de in dit deel gepubliceerde werken van de Meester.

## Verzameld dichtwerk
- Deel I , Dichtoefeningen - Kerkhofblommen - Zielgedichtjes,  Antwerpen/Amsterdam, 1980.
  - R. F. LISSENS, Omtrent de poëzie van Guido Gezelle (blz 7-28).
  - Jozef BOETS, Over de uitgave (blz. 29-36).
  - A. KEERSMAEKERS, Vlaemsche Dichtofeningen van 1858 (blz. 39-47)
  - Jozef BOETS, Toelichting bij Dichtoefeningen (blz. 48-52).
  - Emiel JANSSEN, Kerkhofblommen, een doorbraak (blz. 223-235).
  - Jozef BOETS, Toelichting bij Kerkhofblommen(blz 236-240).
- Deel II, Gedichten, Gezangen en Gebeden - Kleengedichtjes - Liederen, eerdichten en reliqua, Antwerpen/Amsterdam, 1980.
  - Jan WESTENBROEK, Gedichten, gezangen en gebeden, 1893. Iets over de bundel en de lezer (blz. 9-19)
  - Jozef BOETS, Toelichting bij Gedichten, Gezangen en Gebeden en Kleengedichtjes (blz. 20-23).
  - Bernard VAN VLIERDEN, Guido Gezelles Kleengedichtjes'' (blz. 149-174).
  - Jozef BOETS, Liederen, eerdichten en reliqua, een aparte bundel (blz.  251-263).
  - Jozef BOETS, Toelichting bij Liederen, eerdichten en reliqua (blz. 264-267).
- Deel III, The Song of Hiawatha - Tijdkrans, Antwerpen/Amsterdam, 1981.
  - J. PERSYN, 'The Song of Hiwatha' in het spoor van Longfellow (blz. 9-34).
  - Jozef BOETS, Toelichting bij de Song of Hiawatha (blz. 35-40).
  - Jos VAN DYCK, Tijdkrans rond dag, jaar en eeuwigheid (blz. 213-223).
  - Jozef BOETS, Toelichting bij Tijdkrans (blz. 224-226).
- Deel IV, Rijmsnoer, Antwerpen/Amsterdam, 1982.
  - Anton VAN WILDERODE, Rijmsnoer om en om het jaar (blz. 9-47)
  - Jozef VOETS, Toelichting bij Rijmsnoer (blz. 49-55].
  - Garmt STUIVELING, Guido Gezelle, groei en grenzen (blz. 367-419).
- Deel V, Nagelaten dichtwerk, Antwerpen/Amsterdam, 1984.
  - Jozef BOETS, Het nagelaten dichtwerk van Gezelle (blz. 9-27).
  - Herman ROELSTRAETE, Een Westvlaamse muzikale ommereis rondom Guido Gezelle (blz. 255-270)
  - Jozef BOETS, Toelichting bij Gezelles' Liedboek (blz. 271-272).
  - Albert AMPE, Gedichten in 'Goddelijke Beschouwingen' (blz. 383-399).
- Deel VI, Nagelaten dichtwerk, Antwerpen/Amsterdam, 1985.
  - André DEMEDTS, Gezelles huwelijkspoëzie, (blz. 9-27)
  - Jozef BOETS, Toelichting bij Deel VI (blz. 29-30.
  - Jos VAN DYCK, Gezelles zielgedichtjes in close-up (blz. 353-363).
  - Jozef BOETS, Jeugdverzen (blz. 407-409).
- Deel VII, Nagelaten dichtwerk, Antwerpen/Amsterdam, 1987.
  - Karel VAN ISACKER, De wereld van Gezelle (blz.11-31)
  - Jozef BOETS, Toelichting bij Deel VII (blz. 33-38).
  - Jozef BOETS, Rijmend voor de Kortrijkse Katrientjes (blz. 351-353).
- Deel VIII, Gedichten voor de Vriendenkring - Opschriften - Laatste oogst, Antwerpen, Amsterdam,  1991.
  - Konstant VANGENECHTEN, Vesperascente Vita (blz. 9-23)
  - Jozef BOETS, Terugblik op het Verzameld Dichtwerk (blz. 25-32).
  - Jozef BOETS, De Zwarte Lijst (blz. 337-338).

## Voetnoten
1. ↑   Jan Persyn (1924-2001) was de dertiende van de vijftien kinderen van Jules Persyn. Hij was hoogleraar literatuur aan de UFSIA (Universitaire Faculteiten Sint-Ignatius).
2. ↑   Jos Van Dyck (Kontich, 30/10/1923 - Lier, 16/02/2015) was een rooms-katholiek priester, hoofdzakelijk werkzaam in het Lierse Sint-Gummaruscollege.